# Abd al-Hamid Kishk
Abd al-Hamid Kishk (en árabe: عبد الحميد كشك‎; 10 de marzo de 1933-6 de diciembre de 1996) fue un predicador egipcio, erudito del islam, activista y escritor. Se licenció por la Universidad de al-Azhar de El Cairo y fue conocido por su humor, sus sermones populares, sus libros religiosos y su firme postura contra la injusticia y la opresión en el mundo.

## Biografía
Nació en 1933 en Shubra Khit, un pequeño pueblo cerca de Alejandría, Egipto. Su padre murió antes de que alcanzara la edad escolar. Ingresó en una de las escuelas de Azhar y a los 8 años ya había memorizado el Corán. En esa época sufrió una enfermedad que le privó de la vista. Sin embargo, en lugar de desmoralizarle, la pérdida de la vista le animó a seguir aprendiendo y a perseverar. Se graduó como erudito por la facultad de Usoul al Din de Azhar y fue nombrado imán, que impartía jutbas.
Hacia 1964 tomó como tribuna el minbar de la mezquita Ain al-Hayat de El Cairo. Crítico declarado del gobierno egipcio, fue encarcelado en 1965 durante dos años y medio. Se dice que «el apogeo de su fama» se produjo «entre 1967 y principios de la década de 1980», cuando multitudes de 10 000 personas asistían regularmente a sus sermones de los viernes, a menudo «hilarantes», en una mezquita del barrio cairota de Kobry al Koba. Un académico francés señaló:

En los últimos años de la presidencia de Sadat, era imposible pasear por las calles de El Cairo sin oír la voz estentórea de Kishk. Suba a un taxi de servicio colectivo y el conductor estará escuchando uno de los sermones grabados del jeque Kishk... Escuchan a Kishk en El Cairo, en Casablanca y en el barrio norteafricano de Marsella. Una revista financiada por Arabia Saudita lo ha bautizado como "la estrella de la predicación islámica"... Nadie puede igualar sus incomparables cuerdas vocales, su cultura musulmana panorámica, su fenomenal capacidad de improvisación y su humor ácido para criticar a los regímenes infieles, la dictadura militar, los tratados de paz con Israel o la complicidad de al-Azhar... Tan grande era su fama que el Ministerio de Waqf tuvo que construir varios anexos a la mezquita para acoger a la multitud de los viernes. En 1981, sin embargo, ni siquiera éstos eran suficientes para albergar a las cercas de 10 000 personas que acudían regularmente a la mezquita.

La audiencia de Kishk creció en todo el mundo árabe con la distribución de más de 2000 de sus sermones en casetes de audio.
Fue detenido de nuevo en 1981, poco antes del asesinato de Sadat, pero el presidente egipcio Hosni Mubarak lo puso en libertad en 1982 con la condición de que pusiera fin a su carrera como activista. Sus cintas de casete siguieron estando ampliamente disponibles a partir de entonces, pero la mezquita de El Cairo donde predicaba se convirtió en un centro de salud pública.

## Creencias y actividades políticas
Como predicador en la mezquita 'Ain al-Hayat, condenó las condiciones sociales de Egipto y la supresión del Movimiento Islámico. Esto no le impidió tener un enfoque claramente espiritual de la vida, algo que reflejan sus discursos. Fue disidente bajo el régimen de Gamal Abdel Nasser, negándose a sancionar la ejecución de Sayyid Qutb por parte del gobierno o a afirmar la compatibilidad entre el Islam y el socialismo. Fue boicoteado por los medios de comunicación oficiales durante el régimen de Anwar el-Sadat (1970-1981), pero se distribuyeron cintas de casete con sus sermones por todo Egipto y el mundo árabe. Kishk mantenía opiniones políticas opuestas al Estado burocrático moderno, y hacía hincapié en la piedad personal y privada en sus discursos.

### Ley matrimonial
Kishk atacó a los laicistas egipcios por la "abolición" del "estatuto personal" (al-ahwal al-shakhsiyya). Se refirió a la aprobación de una ley (44/1979) sobre relaciones conyugales que obligaba a los hombres a informar a sus esposas si se habían casado con otra mujer. «Según la nueva ley, si la primera esposa se oponía, podía obtener inmediatamente el divorcio y conservaría el derecho a vivir en casa del marido hasta que sus hijos alcanzaran la edad de madurez. Esta ley fue redactada por la oficina del Ministerio de Asuntos Sociales y una comisión de eruditos de Al-Azhar, y despertó la furia» de Kishk y otros jeques, que sostenían que «contravenía la sharía».

### Yihad principal
Según Kishk, la yihad principal es una lucha continua destinada a dominar la naturaleza más baja de uno mismo y sintonizar con las normas morales de Alá. Es la base para el desarrollo moral personal, la creación de un activismo piadoso y filantrópico, la promoción de la justicia y la prosperidad en la sociedad, al tiempo que combate la ignorancia, la injusticia y la opresión. Como resultado de esta yihad principal, dice Kishk, el Islam «sana a las sociedades que siguen su guía y se construyen sobre conciencias que han despertado y corazones que han sido iluminados por la luz de la creencia».

### Homosexualidad
Kishk dijo que el castigo por actos homosexuales estaba prescrito en el Corán, y consideró que los hadices que lo mencionaban estaban mal acreditados. No aprobaba tales actos.

### Naguib Mahfouz
Kishk atacó la polémica novela del autor egipcio Naguib Mahfouz por «violar las creencias sagradas musulmanas» y «suplantar el monoteísmo por el comunismo y el materialismo científico». Mahfouz ganó el Premio Nobel de Literatura en 1988, (el único árabe galardonado con este premio) pero fue muy denostado por muchos predicadores renovadores (como Omar Abdel-Rahman),

## Libros
Al margen de su popularidad por sus dotes oratorias, también fue autor de cerca de 30 libros de cultura islámica.